# Пам'ятник Тарасові Шевченку (Світловодськ)
Пам'ятник Тарасові Шевченку в Світловодську — монумент українському поету й художнику Тарасові Шевченку в світловодському парку імені Тараса Шевченка за авторством Аркадія Мацієвського та Анатолія Губенка. Був зведений 1978 року.

## Історія
До 1978 року про Тараса Шевченка в парку його імені нагадувала лише інформаційна дошка біля входу, а вже в 1978 році неподалік від центрального входу по вулиці Леніна (зараз — Героїв України) був установлений пам'ятник Кобзареві. Автори пам'ятника — кіровоградці: скульптор Аркадій Юхимович Мацієвській та архітектор Анатолій Лук'янович Губенко.
25 червня 1982 року пам'ятник отримав статус пам'ятки історії місцевого значення (охоронний номер — 967).

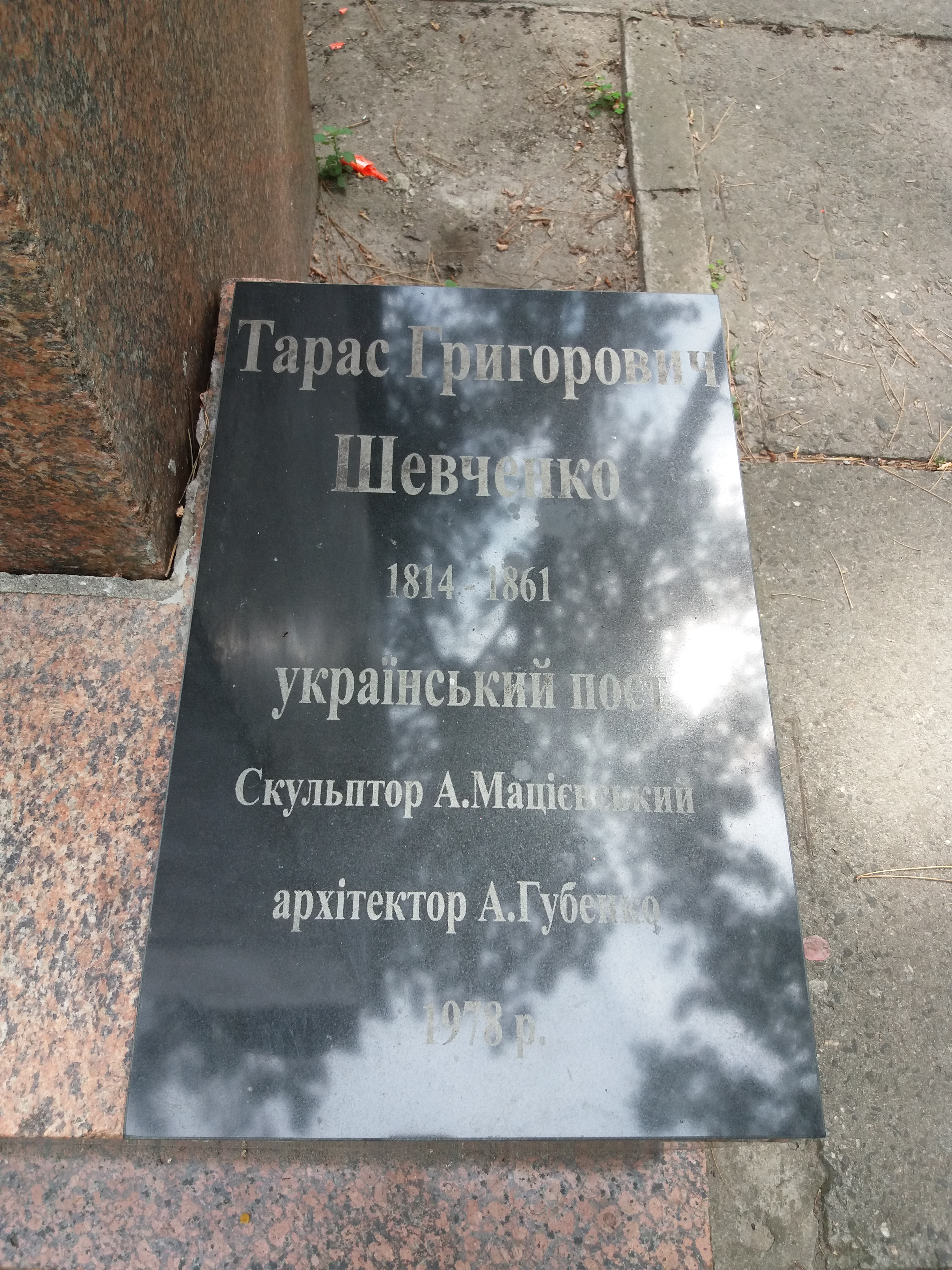
Інформаційна плита біля підніжжя пам'ятника

## Опис
Пам'ятник, висічений із червоного граніту, являє собою погруддя на постаменті. Біля підніжжя — інформаційна дошка з написом:
|  | Тарас Григорович Шевченко 1814–1861 український поет Скульптор А. Мацієвській архітектор А. Губенко 1978 |